# Сосновка (Тихвинский район)
Сосновка — деревня в Ганьковском сельском поселении Тихвинского района Ленинградской области.

## История

Деревня Сосновка на карте 1932 года

Согласно карте Ленинградской области Северо-западного аэрогеодезического треста ГГУ издания 1932 года деревня насчитывала 3 крестьянских двора.
По данным 1966 года деревня Сосновка входила в состав Новинского сельсовета.
По данным 1973 и 1990 годов деревня Сосновка входила в состав Ерёминогорского сельсовета.
В 1997 году в деревне Сосновка Ерёминогорской волости проживали 4 человека, в 2002 году — 5 человек (все русские).
В 2007 году в деревне Сосновка Ганьковского СП проживали 3 человека, в 2010 году — 2.

## География
Деревня расположена в северной части района близ автодороги 41А-009 (Лодейное Поле — Тихвин — Чудово).
Расстояние до административного центра поселения — 23 км.
Расстояние до ближайшей железнодорожной станции Тихвин — 80 км.
Деревня находится на правом берегу реки Капша.

## Демография
| 2007 | 2010 | 2017 |
| ---- | ---- | ---- |
| 3    | ↘2   | →2   |

### Национальный состав
Согласно данным Всероссийской переписи населения 2021 года в деревне проживали 3 человека, все русские.